# Clark Voorhees

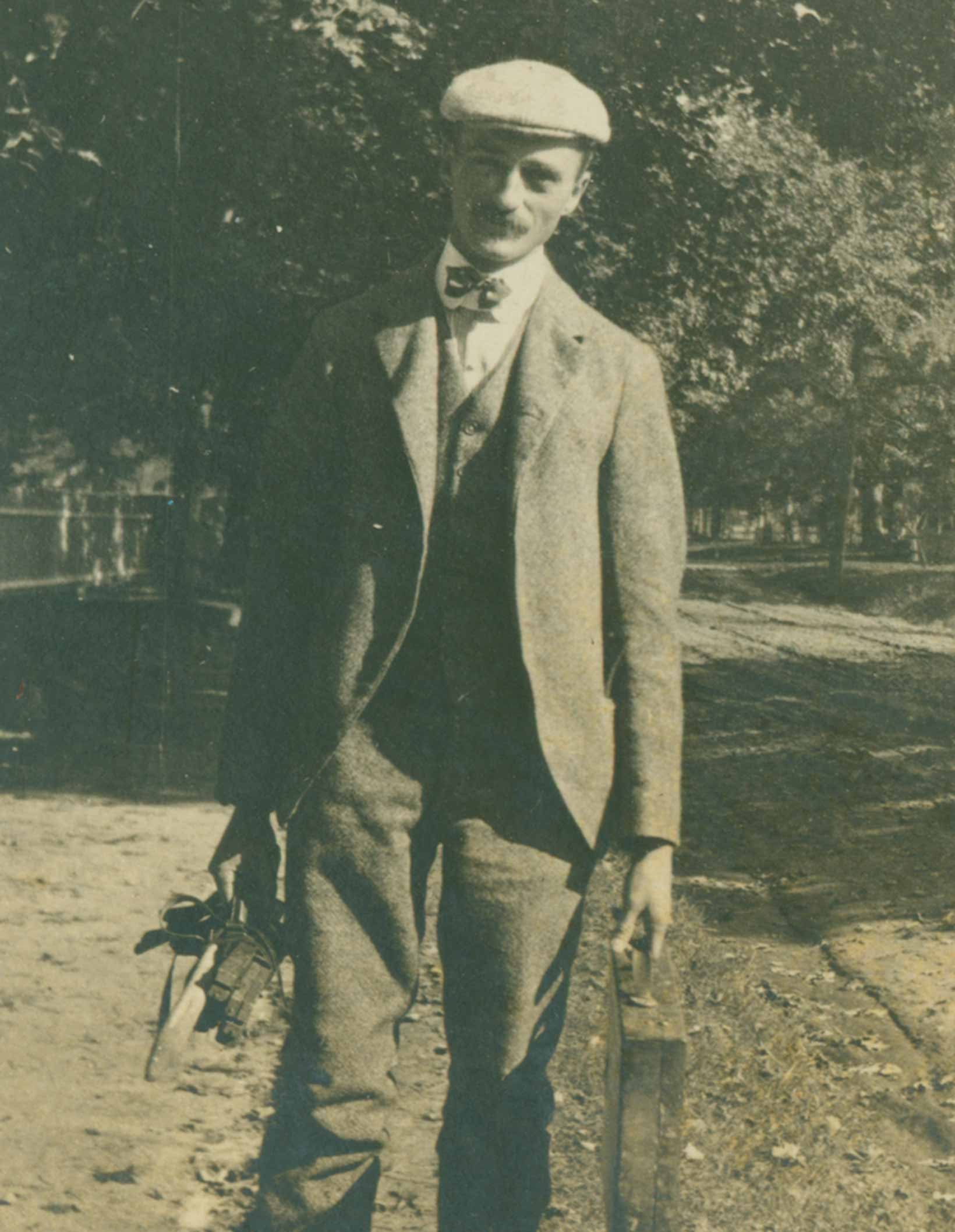
Clark Greenwood Voorhees

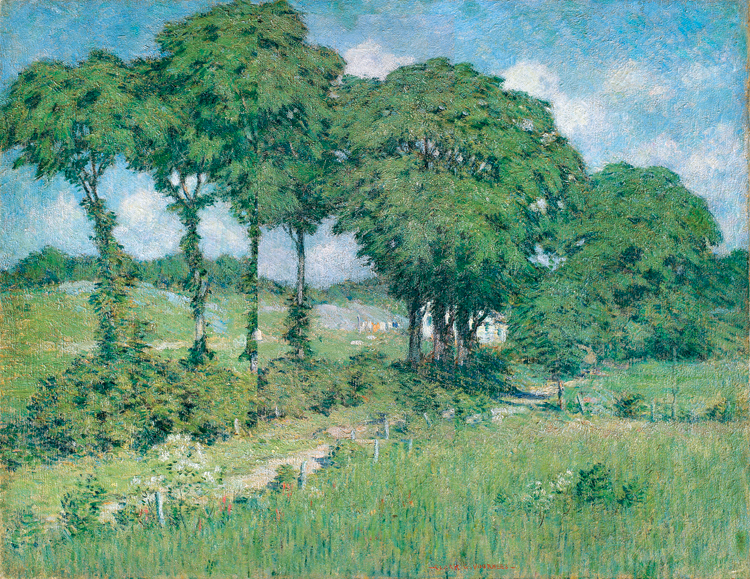
Sill Lane, Old Lyme

Clark Greenwood Voorhees (1871 - 1933) fue un pintor paisajista impresionista y tonalista estadounidense y uno de los fundadores de la Old Lyme Art Colony.

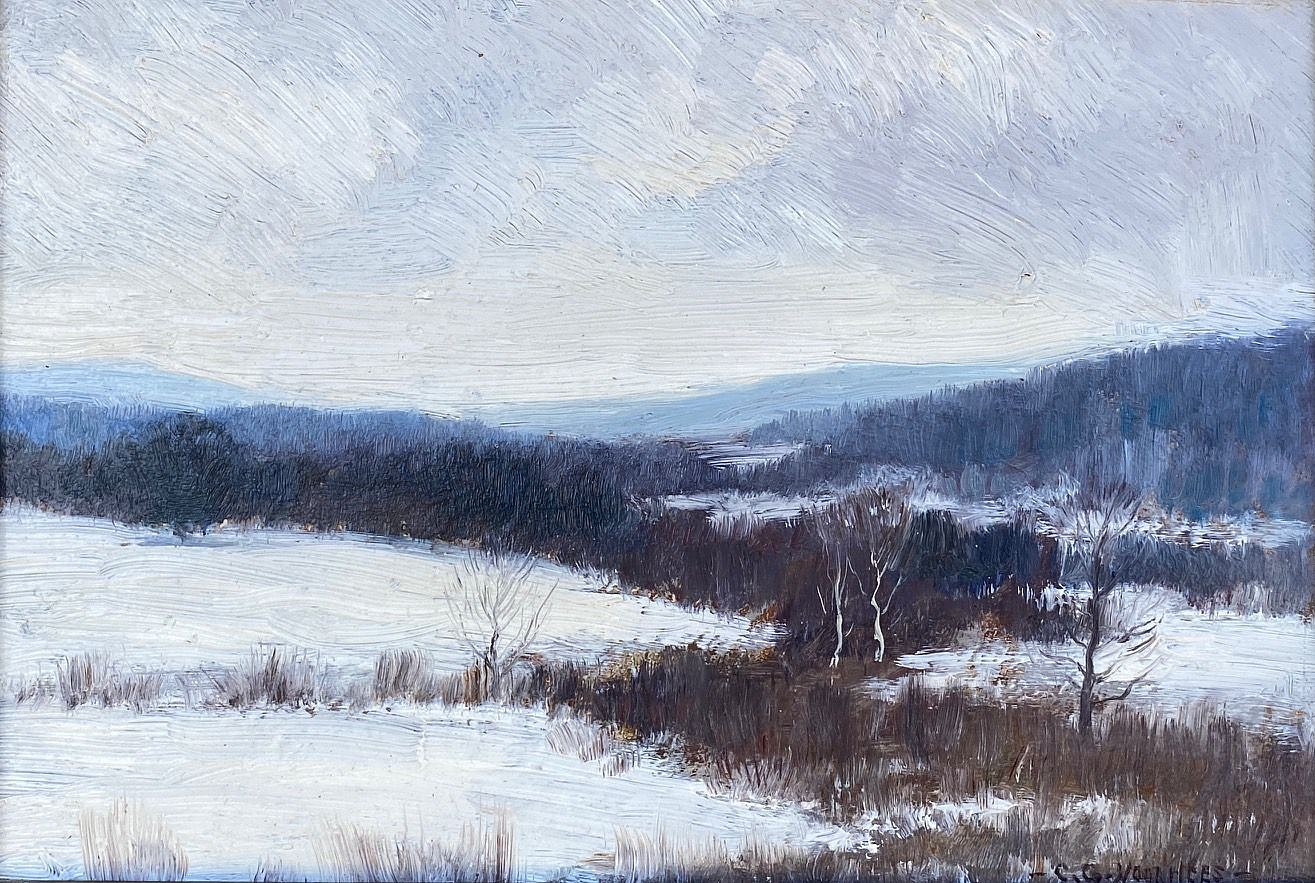
Winter in the Berkshire Hills by Clark Greenwood Voorhees

## Biografía

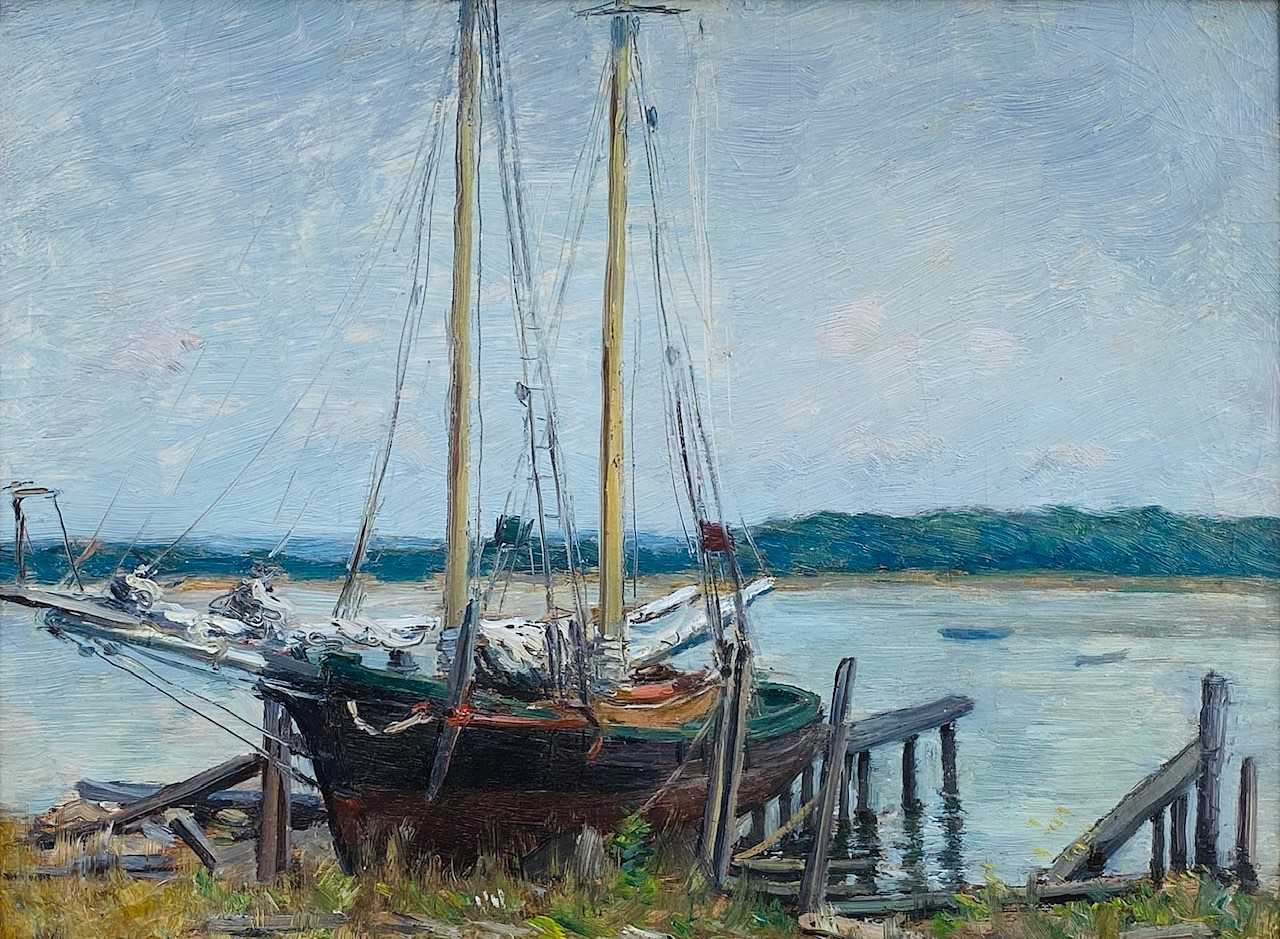
Scooner, Noank, Connecticut by Clark Greenwood Voorhees

Hijo de un corredor de bolsa, Voorhees nació el 29 de mayo de 1871 en Nueva York. Inicialmente se sintió atraído por las ciencias y se licenció en Química en Yale y la Universidad de Columbia. En 1894 Voorhees comenzó a dedicarse seriamente a las bellas artes (que siempre habían sido un pasatiempo) cuando se inscribió en clases en la Art Students League. Al año siguiente, Voorhees se matriculó en la Escuela Metropolitana de Bellas Artes. También estudió con Irving Ramsey Wiles en Long Island y con Leonard Ochtman en Connecticut. En 1897, Voorhees viajó a Europa, estudió con Benjamin Constant y JP Laurens en la Académie Julian de París

y pasó algún tiempo en el pueblo francés de Barbizon y en los Países Bajos.

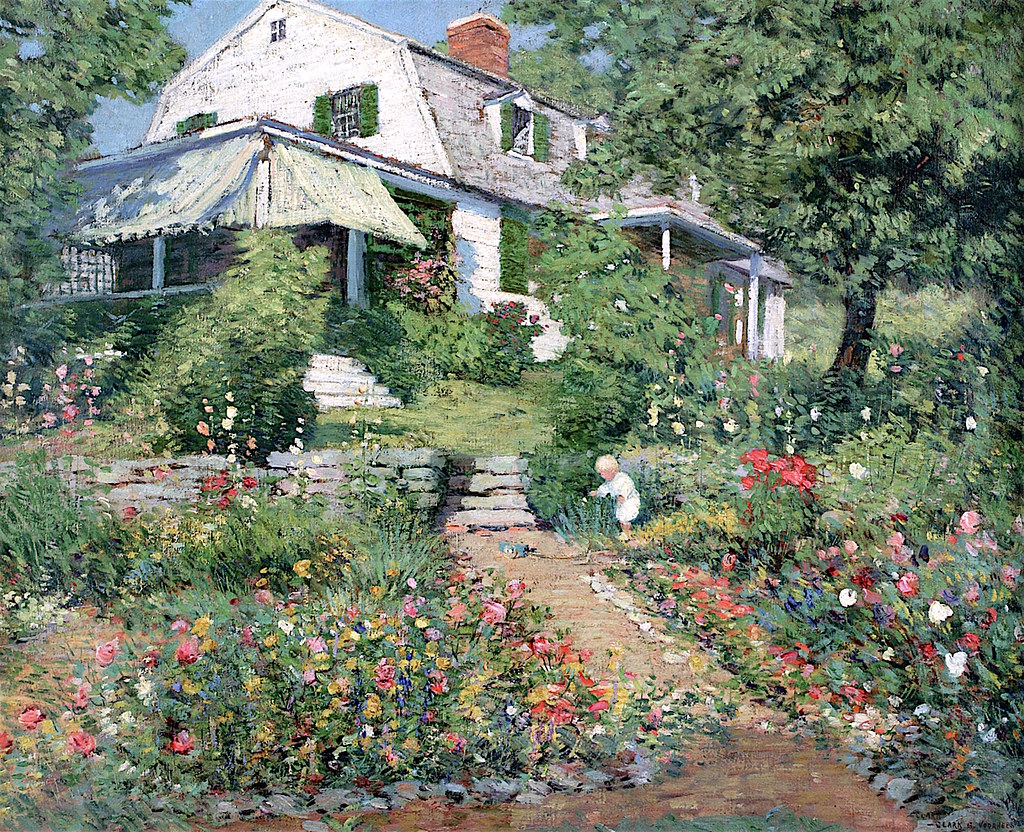
Mi jardín

Voorhees visitó por primera vez Old Lyme, Connecticut en 1893. En 1896, regresó con su madre y su hermana, quienes se hospedaron en una pensión informal dirigida por Florence Griswold. La Casa de Florence Griswold (ahora Museo Florence Griswold) eventualmente se convertiría en el centro de la comunidad artística de Old Lyme y es muy probable que Henry Ward Ranger, a menudo descrito como el fundador de la colonia Old Lyme, conociera tanto Old Lyme como Griswold House a través de Voorhees.
Estilísticamente, Voorhees fue uno de los artistas de Old Lyme que se mantuvo al menos algo leal al estilo tonalista derivado de Barbizon típico de Ranger incluso después de que la mayoría había adoptado el estilo impresionista de Childe Hassam. La mayoría de las pinturas de Voorhees no tienen fecha, pero parece que gradualmente adoptó un enfoque más impresionista más adelante en su vida. También experimentó con el grabado en la década de 1930.
Muchas de las pinturas de Voorhees representan perspectivas de Old Lyme. Las escenas situadas en las Bermudas también son comunes: a partir de 1919, Voorhees y su familia pasaron el invierno allí. También pintó en Newport, Rhode Island y en el oeste de Massachusetts (su esposa era de Lenox).
Vorhees expuso junto con otros miembros de la Old Lyme Art Colony, así como en la Academia Nacional de Diseño, la Sociedad de Artistas Estadounidenses, la Sociedad Estadounidense de Acuarela, el Instituto Carnegie y el Instituto de Arte de Chicago. Recibió una medalla de bronce en la Exposición de St. Louis de 1904 y en 1905 recibió uno de los tres Premios Hallgarten de la Academia Nacional, en honor a las tres mejores pinturas al óleo producidas en los Estados Unidos por artistas menores de treinta y cinco años.
Ejemplos de las obras de Voorhees se encuentran en las colecciones de la Galería de Arte de la Universidad de Yale, el Museo de Arte Wadsworth Atheneum, el Museo de Bellas Artes de Houston, el Museo Florence Griswold y la Sociedad Histórica de Lyme.
Las principales exposiciones que presentan las obras de Voorhees han incluido la Sociedad histórica de Lyme y Clark G. Voorhees, 1871-1933 del Museo Florence Griswold (del 13 de junio al 30 de agosto de 1981) y The Light Lies Softly: The Impressionist Art of Clark Greenwood Voorhees, 1871 de Hawthorne Fine Art. –1933 (15 de diciembre de 2009 – 27 de febrero de 2010).
Su nieta, Janet Fish, es pintora de bodegones con obras en la colección permanente de muchos museos.